# Publiciteitsagent
Een publiciteitsagent is een persoon wiens taak het is om publiciteit te genereren en beheren voor een bedrijf, een merk of een publiek figuur (zoals een beroemdheid), of voor een beschermd werk zoals een boek, film of muziekalbum. Publicisten zijn public relations-specialisten, die als rol hebben om als vertegenwoordiger van een bedrijf op te treden voor een specifiek project van dat bedrijf, zoals een speelfilm, in tegenstelling tot het gehele bedrijf te vertegenwoordigen. Publiciteitsagenten worden ook ingehuurd door publieke figuren die hun imago willen behouden of beschermen. De meeste publiciteitsagenten werken zelfstandig en hanteren meerdere klanten. 
De term werd bedacht door de juridische geleerde Francis Lieber om de publiekelijke rol van internationalisten tijdens de negentiende eeuw te beschrijven. Publiciteitsagenten worden soms flacks genoemd, een term die teruggrijpt op Gene Flack, een bekende publicist van films in de jaren 30. 

## Omschrijving
Publiciteitsagenten vragen meestal een maandelijkse vergoeding (flat fee) voor hun werkzaamheden, in tegenstelling tot veel andere mediaberoepen (zoals een agent of een manager) waar vaak een percentage van het bruto-inkomen van een klant wordt gerekend. Publiciteitsagenten kunnen op lokaal, regionaal of nationaal niveau actief zijn. Een klein restaurant dat alleen lokale publiciteit zoekt, zou bijvoorbeeld een lokale publiciteitsagent willen die zich richt op de lokale media; terwijl een auteur die landelijke zichtbaarheid zoekt, zou willen zoeken naar een nationale publiciteitsagent.
Een van de belangrijkste functies van de publiciteitsagent is het genereren van persaandacht namens de klanten. De publiciteitsagent dient als brug tussen klanten, hun publiek en mediakanalen. 